# Транспанамський нафтопровід

Транспанамський нафтопровід на мапі

Транспанамський нафтопровід – магістральний трубопровід прокладений через Панамський перешийок. Довжина 132 км, проходить від морської перевалочної нафтобази Чірікі-Гранде на Карибському морі до нафтобази Чарко-Асуль на узбережжі Тихого океану. Транспанамський нафтопровід тягнеться від узбережжя Карибського моря до Тихого океану. Він був побудований в 1982 році як транспортна альтернатива Панамському каналу. По цьому маршруту прокачали понад 2,7 млрд. бар. нафти з Аляски. Однак в 1996 р. коли обсяги видобутку на півострові стали падати, використання об'єкта було призупинено. У 2003 р. магістраль знову запустили. По ній щодня транспортують близько 100 тис. бар. нафти з Еквадору для подальшої поставки в американські порти на березі Мексиканської затоки.